# 深圳市足球俱乐部
深圳市足球俱樂部，是中國一家已解散足球俱樂部，是中國足球超級聯賽創始球隊，曾經隨多次轉讓和冠名贊助易名，但始終以“深足”旗號為中國足壇所聞名。如同所在城市引以為傲的發展速度一樣，球隊曾經創下足球界的深圳速度——球隊於1994年創立，以乙級聯賽冠軍身份打入甲B聯赛，隨後在1995年的甲B聯賽中獲得冠軍，衝上甲A聯賽。雖然不幸在1996年降級，但是球隊僅用一季時間便回到頂級聯賽，此後在1998-2011年的14季裡球隊一直在頂級聯賽征戰。
球队曾經是中国足坛的一支强队，於2004年获得首届中超联赛冠军和2005年亚冠联赛四强的好成绩。然而球隊後來由於股東健力宝撤出，几经易手，陷入动荡，沦为為保级而战的球队。球队2006-2010年连续5季均在中超保级成功，但最終于2011年降级，是继1996年从甲A联赛降级后，史上第二次降级。之後在中国足球甲级联赛征戰七季，最终于2018年重返中超。

## 历史

### 成立初期
深圳足球俱乐部由容志行、曾雪麟等人努力下在1994年1月26日正式挂牌组建，是一家会员制职业足球俱乐部，规模为12名团体常任会员、100名团体会员和300名个人会员。但后来转为股份制职业足球俱乐部，是广东省最早成立的职业足球俱乐部之一，以“国内领先、亚洲一流、世界知名”为俱乐部的目标。
球队成立首年在首任主教练胡之刚的带领下，获得乙级联赛冠军，次年（1995年）升入甲B联赛并获得当年冠军，并于成立第三年（1996年）升入当时的中国足球顶级联赛甲A联赛，率先创造了中国足坛一支球队从成立到进入顶级联赛的最快纪录，凭借“三连跳”的表现创下了足球圈内的深圳速度。但球队于同年因战绩不佳重新降入甲B。
1997年1月，平安保险集团全资收购深圳足球俱乐部，三年会员制时期终结。俱乐部改名深圳平安，获得甲B联赛亚军，重新得到甲A联赛晋级资格。
1998年，在经历了前半赛季的的帅位更迭后，亚洲足壇名宿、韩国人车范根在赛季半程从韩国国家队卸任加盟担任主教练，车范根亦是俱乐部首位外籍主教练。1998年底深圳足球俱乐部收购当时火车头一线队队员，其中包括此前已在深圳队踢了半年联赛的李玮锋及李毅、鲍文杰、杨光等人。1999年，车范根再度率队保级成功，帮助深圳队在顶级联赛立足。车范根时期，深足球迷曾打出特色横幅：“车到山前必有路 ”来激励球队。

### 2000年代

#### 2000年至2009年
2000年，巴西人塔瓦雷斯因“平安六君子事件”下课，领队朱广沪接替成为深圳足球队的主教练，甲A联赛获第九名。
2001年，在主教练朱广沪的带领下，球队获得了联赛第五名，在此后的数年间深圳足球队开始成为中国足球联赛的强队之一。
2002年，球队开始在甲A联赛中崭露头角，获得了联赛半程冠军，是继大连实德、上海申花后第三支获得过联赛半程冠军的球队，并最终以扑克牌抽签方式获得联赛亚军，这是球队在甲A联赛的最佳成绩。12月，广东健力宝集团从平安保险集团全资收购深圳足球俱乐部。
2003年，深圳足球俱乐部也更名为深圳健力宝足球俱乐部，最终获得联赛第四名。这段时间球队实力有了长足进步，拥有李玮锋、李毅、杨晨、郑智、郑斌等国脚，成为当时拥有现役国脚最多的甲A球队，再加上阵中多名外援国脚和本土实力派球员，球队开始被球迷称作“皇家健力宝”。
2004年，深圳健力宝成为中国足球超级联赛的创始球队，並在朱广沪带领下，球队在七个月未发工资和奖金的情况下夺得了自己的首个联赛冠军，成为第四支染指过頂級联赛冠军的球队及首支夺得頂級联赛冠军的广东省球队，并且和山东鲁能一起获得了参加2005年亚洲冠军联赛的资格。由于2004年甲A联赛变身中国足球超级联赛（简称“中超”），深圳队也成为了首届中超冠军。球迷对朱指导感激不尽， 坊间曾流传：人中吕布，朱中广沪的说法。
2005年，深圳隊在亚足联冠军联赛一举杀进最后四强，但在半決赛兩回合总比分0-6败给了当届亚军艾恩而无缘决赛。但由于俱乐部资金紧张，经营不善，球队财政状况糟糕，再加上在队中地位颇高的主教练朱广沪被中国足协选中，离开球队担当国家队主教练，引致队內一批国脚和实力选手出走，球队实力大受影响。随后，迟尚斌担任主帅，欲从严治军，却与球队中的一些“大佬”球员（后迟与当时俱乐部总经理杨塞新将其称之为“球霸”）关系紧张，球队成绩差强人意，迟也被迫下课。在这一年內球队竟換了三位主教练分別是迟尚斌、郭瑞龙和谢峰，结果在中超联赛26场比赛只有4场贏球，在14支球队中仅列第12名，成为中国足球职业化12年來成绩最差的卫冕冠军。尽管有种种困难，球队在中超杯获得亚军，并在亚洲冠军联赛中一路杀进半決赛，创造了不错的成绩。进入亚冠四强也是自中超联赛成立以来中国俱乐部至当时为止在亚冠联赛上取得的最好成绩。11月，广东健力宝集团转让深足90%的股权给汇中天桓财团，並继续拥有深足的10%股权。此后，深足的股东多次发生变动，最终由與澳門賭場有關聯的“港商”杨塞新成为大股东，但是健力宝集团始终直接持有深足的10%股份。
2006年，球队获一家深圳本地知名啤酒企业出资冠名，而冠名为深圳足球俱乐部金威啤酒队，这个赛季聘请了在廣東足壇頗有淵源的王宝山担任主教练，但无奈于实力派球员纷纷被套现出走，最终仅以第十一名完成中超。2007年，球队获一家广州企业赞助，而冠名为深圳香雪上清饮足球俱乐部，並为了赞助商的要求將其中五场中超赛事移師到广州進行，但最後只將兩场中超搬到广州的广东省人民体育场進行，最终张军率自己由梯队一路带起的年轻球员以薄弱的阵容获得第十四名完成賽季，成功保級留在中超。但赛季结束后，号称对球队成绩和表现极度不满的投资人杨塞新宣布出让深圳队，不再投入。
2008年，在赛季開始之前，深圳队就几乎面临无人接手濒临解散的危局，最终通过深圳市足协托管而保留下来。在首轮比赛后，深圳队客战上海申花失利，随后深足俱乐部宣布麦超因广州足协召回而下课，创下了中超联赛以来主教練下课最早纪录。原领队及梯隊教練张增群接任主教练一职，前主教练王宝山随后加盟担任技术顾问。得益于武汉光谷退赛，并凭借当季并列联赛金靴安哥拉外援约翰森和半程加盟的老将宋黎辉后半程的爆发，艰难地在中超再度保级成功。赛季结束后，自深圳队建队后便一直使用的训练基地——笔架山基地，由于要改造成2011年世界大学生运动会的训练场馆，被拆除重建，故深圳队也不得不搬离这里，开始了没有固定训练基地的流浪时期。
2009年，以万宏伟为代表的财团及建隊元老球員范育红的深圳南山少年足球俱乐部正式宣布收购深足全部股份，成为深足新股东，俱乐部注册名称暂为深圳亚旅足球俱乐部。深足前队员范育红、李远平分別出任俱乐部总经理兼主教练、助理教练，前主教练路建人出任领队、守门员教练及新闻发言人，甲A时期的人气教练塔瓦雷斯回歸出任技术顾问兼执行教练。足坛元老、前国家队主教练，同樣亦是建隊元老的曾雪麟亦重返深足，担任球队的总顾问。广东健力宝集团持有的深足10%股权成功转让，“健力宝”已完全退出深圳足球俱乐部。在第二回合“广东德比”中1比6大败使得范育红失去了帅位，另一前球员和教练谢峰回归上任，并被一度视为2004年的冠军主帅朱广沪回归的前奏，但随着朱广沪转而加盟陕西浐灞而破灭。9月23日，深圳足球俱乐部由俱乐部股东发起成立的红钻公司冠名球队为深圳红钻足球队，并且成为第一支尝试实现自创品牌、自主经营、自我冠名的中国职业足球俱乐部。在主场对上海申花的比赛後，因“错穿球衣”事故而被中国足协倒扣联赛积分3分的极度不利情況下，球队在联赛最后10轮取得6胜4平的不败战绩，完成了保级。半程從上海申花租借來救駕的外援神射手埃尔南·巴尔克斯以17个进球（代表深圳队14场攻入14球）荣获2009赛季中超联赛金靴。

### 2010年代

#### 2010年至2019年
2010年，来自塞尔维亚的塞浦路斯前国脚射手，亦是前贝尔格莱德红星队主教练的高歌奇成为深足的主教练。崇尚进攻理念的高歌奇帶領傳統上以防守反击著称的深足在前四轮取得3胜1平，一度令人意外地跃至中超榜首。但从第五轮客场負于陕西浐灞开始，球队就陷入9轮不胜(3平6负)的尴尬。5月15日，深足俱乐部召开新闻发布会，宣布贵州茅台集团正式成为深圳队的主冠名商，贵州茅台保健酒业将买断深足胸前广告，并冠名赞助球队为期三年，贊助金額总计超过一亿元，球队冠名为深圳茅台红钻队。深足在经过一个过山车般的赛季后，在最后一轮方宣告保级成功，2010赛季深足最终排名第12位。半程加盟的新西蘭國腳 基伦以14场进8球成为队内最佳射手，日夫科维奇则以10个助攻荣获隊內及中超助攻王。
2011年2月22日，绰号“白巫师”的法国名帅特鲁西埃担任球队的主教练，合同期限为三年。他签下了卷诚一郎和乐山孝志两名日本球员，这也是中超联赛史上首次出现日本外援。因要让路大运会，深圳队要将大部分主场比赛迁到惠州和博罗体育中心进行。联赛上半程，全队2胜2平12负只拿到8分，为球队最终降级埋下了伏笔。其中在惠州的最后一个主场比赛，深圳队战胜大连实德，是深圳队首次在主场联赛中击败大连实德，上一次深圳队在联赛击败大连实德是2002年甲A联赛的客场比赛。在大运会结束后，宝安体育场成为球队的新主场。但这个赛季球队仍在特鲁西埃過于激进的年轻化换血和战术改造下，尴尬地刷新了多项球队的队史记录——单一赛季中超积分最少（23分）、客场一场不胜(4平11负)、失球最多（53球）及输球场次最多（17场），在顶级联赛屹立14年后再度降级，同时深圳队也成为在职业化后首支從顶级联赛降级的前冠军球队。
2012年，特鲁西埃以俱乐部划给的全权转会决策权和充足引援资金，在季前便引入11名新援，剑指冲超。深圳队在草皮良好的主场宝安体育场可打出精彩取胜的传控足球，却在客场屡屡受制于不适合地面推进的草皮状况，而且自身缺乏可变通的战术和及时的临场調動。在客场仅取得2胜2平，却有8场输球和连续7轮客场不胜后，深圳队早早基本失去了冲超机会。但新加盟的法国外援射手巴巴卡以23粒进球夺得中甲金靴，并打破此前李毅保持的队史上单季进球纪录。赛季结束后，俱乐部选择继续留用特鲁西埃，辞退了两位一度在赛季中后期代理带队的助理外教。
2013年，队长和后防中坚弋腾以高達一千万人民幣的队史第一高价离队。開局四連主場，深足在雨後對弱旅湖北華凱爾率先失球後反超，險些開局便翻船，隨后接連完敗潛在的沖超對手廣東日之泉和哈爾濱毅騰。直到第五輪賽季第一個客場，并且憑借張世昌的神勇表現從狀態火熱的北京八喜主場圍攻中全取三分，取得深足在特魯西埃近3年治下仅有的第4場客場勝利。該場險勝成為了賽季首個分水嶺，深足卻以聯賽6連勝打破了队史中的联赛连胜纪录（4連勝，期間另有一場主場足協杯賽入3球，總計為全部一隊賽事7連勝）。但在隨后的一周長途客場雙賽中先后失利，不过球隊并未受太大影響再取三連勝，逐漸追近領頭羊河南建業，不過在上半賽季最后一輪直接對話的榜首大戰中客場遺憾小負。儘管被河南建業擊敗甩開，但深足仍取得半程亞軍的冲超有利位置。緊接而來连续四連客场中，深足遭遇不顺难保清白，凈吞10球僅取1分，自此一落千丈。后半程联赛客场全部九輪不胜仅得两个积分，再度滑落出冲超集团。赛季结束时，积分僅排名第五。与此同时，主帅特魯西埃也合約到期离任。隨后俱樂部宣布了下賽季的新贊助商小牛資本，并由中方教练组中的李毅担任代理主教练，王宏伟担任助教，后均转为正式任命。
2014年，深足在世界杯休战期前半年尚且稳扎稳打，尽管俱乐部累积的拖欠薪水和奖金问题逐渐恶化，并深陷转让传闻中，但仍取得了中上排名，并非全无冲超希望。但俱乐部的转让进程由于以往累积的股权乱局和万宏伟要求保留少部分股份的条件，从5月起就开展却难以成交，从而使得球员和俱乐部间的欠薪矛盾在随后以一种极端的形式爆发。2014年7月15日，深圳红钻在主场深圳宝安体育场进行的中国足协杯第三轮赛事以0：5惨败山东鲁能，但是赛事焦点却集中在了深圳红钻队员赛前讨薪事件上。队员们赛前就因被欠薪而计划放弃本场比赛，经各方一番紧急沟通后，深足队员同意参赛，但球员仍以特殊方式表达对欠薪的不满。在本场比赛开始前，深足队员们举起上面写道“请求政府足协帮助，球员生活已无法维持，还我血汗钱”的横幅。在裁判吹响开赛哨后，深足队员们面向本方的球门默站了足足30秒，以示对俱乐部长期拖欠薪酬的抗议，事后迅速在全国引起热议。足协也立刻发出工作组到深圳调查并维稳，尽管作出了再不解决欠薪就会遭到扣分以及乃至明年不准予注册参赛的警告，但仍无助于解开俱乐部本身积重难返的结。在代表其中一家竞购方的新任俱乐部副总，亦是深足的老面孔的孙刚和教练组的努力下，只能偶然收到俱乐部通过高利贷等预支手段筹发的基本薪水的球员没有再出现通过集体罢训罢赛抗议的情况，但球队在时常遭遇外援因欠薪拒绝出赛的困难而难保理想成绩。不过俱乐部仍实现了提前保级并尽量攒分以预防足协可能作出的扣分处罚，最终以第十名结束了一个场上偶有亮点，场下却行走于解散边缘的困难赛季。
2014年12月19日，俱乐部召开记者招待会宣布深圳兆能源酒店供应股份有限公司通过注资的方式获得俱乐部55%的股权并成为新控股方，原控股方红钻公司保留45%股权。同时，俱乐部名称改为中性的深圳足球俱乐部，同时球队的主场在时隔四年后回到深圳体育场。
2015年赛季因为开局成绩不佳，主教练李毅被迫下课，从第五轮联赛开始韩国籍教练李林生执教球队，不过他执教19轮联赛后因球队内部矛盾重重，李林生已经失去了部分球员的信任，俱乐部在无奈之下只能再度更换主教练，由球队体能教练李海强担任执行教练，经历二度换帅后球队以第12名完成赛季。
2016年2月，佳兆业集团入主深圳足球俱乐部，由于接手球队时间较迟，深足在球员引进等方面的操作时间所剩无几，人员没有得到及时的补强，不过，球队在主教练唐尧东的率领下，开局阶段取得了不错的成绩，同年7月佳兆业邀请前荷兰球星西多夫担任球队主教练。12月俱乐部再官方宣布由瑞典名帅埃里克森出任球队主教练。
2017赛季初，深足在埃里克森的带领下取得了联赛开局五连胜的好成绩，但随后却一蹶不振，在接下来的8轮联赛中5平3负一胜难求，埃里克森也随即下课。6月14日，俱乐部官方宣布王宝山出任主教练。这也是王宝山第二次执掌球队的帅印。

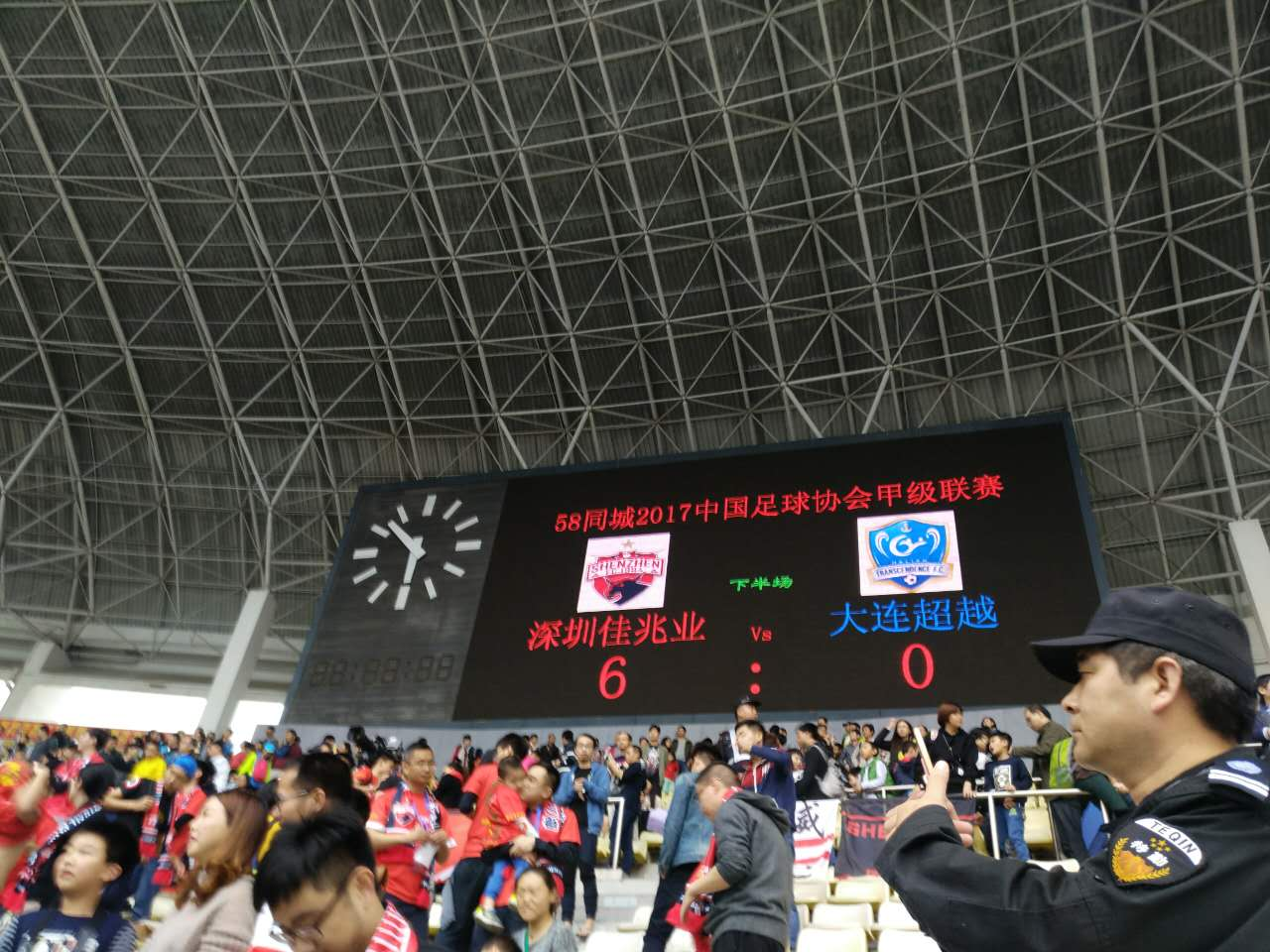
2017赛季中甲联赛第一轮深圳佳兆业主场6比0战胜大连超越

2018年4月，球队联赛开局的5轮只拿到5分后王宝山下课，随即聘请曾在2017年带领大连一方成功升级中超的卡罗担任主教练。2018年11月3日，中甲最后一轮，深足主场5-0大胜浙江毅腾。由于同时进行的比赛中浙江绿城客场1-2负于梅州客家，深足在积分榜上反超浙江绿城，获得第二名，时隔七年成功重返中超。
2019年因深圳体育场进行升级改造，球队将主场迁到深圳大运中心并承办中超赛季开幕式于揭幕战以3-1击败河北华夏幸福取得开门红。5月1日在中国足协杯第4轮深圳佳兆业对阵上海申花的比赛中，深圳佳兆业未满足赛事对U23球员的上场人数要求，赛后被判0-3负，成为首支违反U23政策的球队。作为升班马，深圳队有着非常惊艳的开局，中超前4轮他们拿到2胜1平1负，然而就此开始直线下滑。5月初击败上海申花的比赛后，深足开启一波12轮不胜，导致带队冲超成功的主教练卡罗下课，改由意大利名宿多纳多尼接任。

### 2020年代

#### 2020年至2023年
2020年，深圳佳兆业开始全方位的改造，而俱乐部下出的第一步棋就是让前天津权健副总经理丁勇出任俱乐部总经理，又聘请张效瑞出任球队助理教练。随后在丁勇丰富的人脉资源帮助下于转会市场动作频频，分別引进郜林、哲马伊利、王永珀、裴帅和郑达伦五大国脚级强援加盟球队。同年5月23日，中国足协公布三级联赛准入名单。由于天津天海退赛，原本已经降级至中甲的深圳佳兆业得以递补重返中超。7月再官宣孙可、姜至鹏、张鹭等14位球员加盟球队，连同此前引进的球员合共多达19人加盟当中有不少天津天海旧将。本赛季深足表现平平，第一阶段以5胜2平7负的成绩落入保级组，第二阶段先是两回合1-3败给第一阶段未尝胜绩的天津泰达，之后在第17、18轮以总比分3-2淘汰石家庄永昌，保级成功。
2021年8月15日，2021年中超联赛第一阶段比赛全部结束，深圳队进入到第二阶段争冠组。 
深圳足球俱乐部与外教卡洛斯团队的合同于2021年12月31日到期，双方经过友好协商决定不再续约。由助理教练张效瑞代理深圳队主教练一职，指挥本赛季最后两轮比赛。
2022年1月4日，深圳队0-1不敌北京国安，结束了2021赛季的所有比赛，以9胜5平8负的成绩取得中超第六名是球队自2004年夺冠后中超最佳成绩，足协杯则于八强止步。
2022年2月，聘请李章洙担任球队主教练。同年9月俱乐部宣布，李章洙不再担任球队主教练，再次任命张效瑞为代理主教练。
12月19日，中超联赛第29轮补赛山东泰山对阵深圳队，本场比赛因不可抗力因素，深足多名一线队队员无法出场，派出多名U21梯队的小将首发出场，最终深圳队0：8负于山东泰山创造队史最大败仗。
阵中虽有一帮过气国脚，成绩也不行，好在有两支广州队、一支河北队长期一胜难求打底，球队也没有保级压力。
2023年赛季开始前，原本因上赛季欠薪问题尚未解决而不能参赛的深足，在足协的"法外开恩"下通过了资格审核。与此同时，尽管队内有球员重新签订了大幅降薪的合同，但深足依然无力支付。2024年1月22号，因无力偿还债务，深圳队宣布解散。
而从中超第10轮主场战胜梅州客家后，深圳队在20场中超的战绩，是惊人的1平19负，只在第18轮客场3比3战平天津拿到了1分，深圳队以耻辱的12连败降级。更为尴尬的是，深圳这12连败中，总失球达到了31个，进球只有4个，最后5轮更是颗粒无收。
这次深足的12连败，在中超的连败纪录中位列第三。

### 解散
2024年1月22日，深圳市足球俱乐部发布声明称，因严重的债务使球队难以为继，未能通过2024年赛季职业联赛准入，无法继续征战中国足球职业联赛。
深足在建队30周年之际官宣解散，是继大连实德和江苏苏宁之后，成为中国职业联赛历史上，第三支退出历史舞台的顶级联赛冠军球队。

## 南粤德比
广东历史上曾经拥有多支顶级和次级联赛球队，甲A联赛一度同时有4支省内球队参加(深圳平安、广州太阳神、广东宏远、广州松日)。纵然中国并不存在国外成熟的城市德比文化，单从数量上来讲，南粤德比是中国之最。然而随着广东宏远降级被卖、松日降级解散、太阳神降级混迹次级联赛，南粤德比一度在相当长的时间内绝迹顶级联赛，直到2008年广州医药在降级9年后杀回顶级联赛为止。在联赛（包括足协杯）历史上的深穗德比当中，广州恒大队及其前身都占据优势。
深圳红钻自2012年首次参加中甲联赛至广东日之泉解散共进行了6次德比，只取得3平3负的成绩，2016-2018年与梅州客家进行德比取得5胜1负的成绩。
2018年，与梅县铁汉进行德比取得1胜1平的成绩，另外在中超与广州城交手取得4胜2负的成绩。

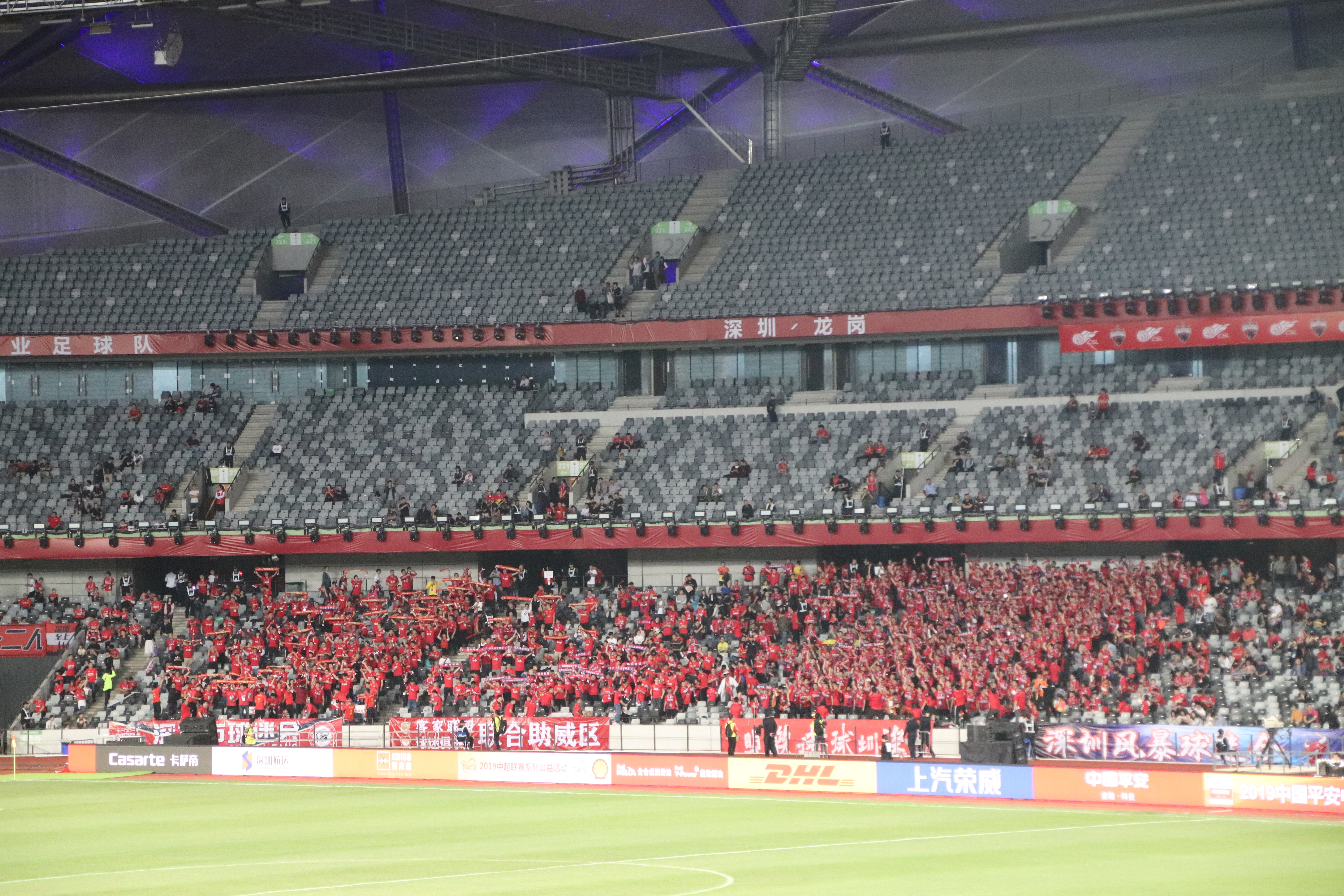
深圳佳兆业主场球迷方阵

## 梯队建设
2000年，深圳足球俱乐部为了加强梯队建设决定加大投入，将原来的二队分成二队和三队两支队伍。 2001年为了改变后备力量严重不足的现象，在全国进行建队以来选材面最广、选材过程最系统的招收梯队队员计划，以完善梯队的建设体系，向一队输送强有力的生力军，并初见成效，后来的历史证明，这批梯队在日后的困难年代顶上一队人员的流失，为保住深圳足球的火种立下了汗马功劳。 2003年又组建了U15队，即使在2004年深足陷入动荡致梯队建设停滞，但仍将梯队合并继续参加全国U-17联赛、U-19联赛。这批8990年龄段的梯队，最早在2008年就顶上一线队，2009年成为生力军。
2007年，赞助商便提出深圳队组建深圳二队征战香港甲组足球联赛，但提议否决。 2008年深圳队被深圳足协托管后，赞助商仍再次提议，通过港甲联赛，打好俱乐部梯队的基础，培养球员。终于在2008年9月以「香雪上清饮」之名，派出8990年龄段预备队（半年后有大部主力补充入1队备战2009赛季的中超联赛，由来自南山足校的9192年龄段补充）征战2008年－09年香港甲组足球联赛，深圳队由此创造了一项记录就是成为首支同时征战内地和香港联赛的球队（后来有成都谢菲联效仿）。但由于俱乐部整体财力不足，导致球队被迫在香港常驻，无法使用在深圳的训练场地，训练质量难以保证，参赛成绩亦不甚理想，最终位列榜末而需降级到香港乙组足球联赛。随着降级二队也于09年夏退出香港联赛。
2009年1月，前深圳队94年建队元老球员范育红的南山少年足球倶乐部以提供训练基地及队员的方式入股深圳队，故此南山足校9192年龄段的队员（南山区一队）补充进入深足一线队和预备队，9394年龄段（南山区二队）接上为深足三线队，这两支队伍亦早已代表深圳参加广东省运会和广东省中学生运动会。在新股东入股后，深圳市体育局许诺加大参与深足梯队建设的投入。同期加盟的助教谢育新带领的盐田体校少年队亦都计划作为深足梯队加盟。但随着半年后范育红下课、谢育新改到广州市足协二线队任职后，深足与两者的关系发生了重大改变。南山二队9394年龄段的球员由于没有直接和深足签约，遂全部回归南山，后于2012年作为范育红独立山头新组建的球队深圳风鹏的主要生力军进军职业赛场。盐田体校少年队只有极少数球员加入了深足，也并未在与南山9192年龄段中的竞争出头，优秀球员皆被浙江绿城挖走补充入其9394年龄段梯队，代表浙江省参加了2013年的全运会夺得亚军，其中谢鹏飞，陈中流等突出球员于2012赛季便进入一线队征战中超，并入选国字号。盐田少年队在其尖子球员取得成功后，被视为深圳本地足球苗子的一次重大流失。
2010年，由于随南山9192梯队加盟深足的预备队教练张晓东监守自盗，导致连预备队中都出现了人才流失。同年，预备队中补充了少数签自其它俱乐部和地方足协，按当时转会规则不占转会名额的球员。
2011年，由于经济原因以及大运会对一线队都造成的场地困难，深足彻底取消梯队编制并放弃之后年龄段梯队的组建。预备队中的9192年龄段球员不被新帅特鲁西埃提拔入一队者，一律遣散。季前备战期，特鲁西埃错信他上任前代理带一线队操练的预备队教练张晓东做主推荐，导致不少具备真才实力，乃至已在中超赛场中历练过的宝贵人才成为被一线队舍弃的遗珠。部分未能入选的球员由于转会截止临近，和各队基本已无转会名额难以寻找下家，从而获得了一份最低标准的一年合同额外机会，得以留在深足，但也少有机会翻身，部分人后来在季中便纷纷自行离队。 中国足协当年正式新推出主客场制的中超预备队联赛。所有中超球队的预备队均需参加，每轮中超联赛结束后的次日，预备队就进行比赛。实以替补阵容组成的“预备队”，由最终为更年轻新援让出名额，而早早退役的深足传奇射手李毅带队参赛。 4月2日，天津泰达预备队在民园体育场以2-0战胜深圳红钻预备队，这也是中国职业联赛和深足首场主客场制的预备队联赛。
2012年，全力争取立刻冲回中超的深足依旧忽视梯队，仅从陕西全运队（原陕西人和梯队，当年组队陕西老城根参加中乙）签下一名曾在深圳学球的青年门将补充入预备队。
2013年，由于被迫缩减投入，从而随着联赛进行逐渐再失冲超机会的深足开始接受委身中甲的新定位，并重启已经一穷二白的青训。先是与外省的青年俱乐部签订代培养协议，后开始从外地签入93至96年的青年球员直接补充入预备队，在预备队练兵。走回自健力宝退出起便一直在用的，从外省寻找“半成品”遗珠再二次加工打造的无实质梯队青训补血机制。另外在深圳本地，亦同教练组中田凯威，王宏伟，及前球员马里科和日夫科维奇，陈永强等在深圳自力民办的少年足球培训机构牵手合作。 10月份，马里科和日夫科维奇的培训班以深圳红钻U15至U17合作青训的名头启动。
2016年10月，深圳市足球俱乐部与东莞麻涌镇体育协会在东莞举行了战略合作签约仪式，深圳队以550万元整体收购麻涌U17足球队，这支球队的成员，加上前期在深圳足球俱乐部进行青训试训选拔的球员，组成深圳足球俱乐部U17梯队的雏形。
2020年建立U15精英队。

## 名称更迭
- 1994年-1995年 Shenzhen FC 深圳足球俱乐部
- 1996年 Shenzhen Feiyada 深圳飞亚达
- 1997年-1998年 Shenzhen Ping'an 深圳平安
- 1999年 Shenzhen Ping'an Insurance 深圳平安保險
- 2000年 Shenzhen Ping'an Kejian 深圳平安科健
- 2001年 Shenzhen Kejian Ping'an  深圳科健平安
- 2002年 Shenzhen Ping'an Insurance 深圳平安保險
- 2003年-2005年 Shenzhen Jianlibao 深圳健力宝
- 2006年 Shenzhen Kingway 深圳金威
- 2007年-2008年 Shenzhen Xiangxue Eisiti 深圳香雪上清饮
- 2009年 Shenzhen FC 深圳足球俱乐部
- 2009年-2010年 Shenzhen Ruby FC 深圳红钻
- 2010年-2013年  Shenzhen Moutai Ruby  深圳茅台红钻
- 2014年 Shenzhen NEO Capital 深圳小牛资本红钻
- 2015年 Shenzhen FC 深圳宇恒
- 2016年-2020年 Shenzhen FC 深圳佳兆业
- 2021年-2023年 Shenzhen FC 深圳市足球俱乐部

## 历任主教练
| 姓名                | 开始任期 | 完结任期 | 联赛执教成绩 | 联赛执教成绩 | 联赛执教成绩 | 联赛执教成绩 |
| 姓名                | 开始任期 | 完结任期 | 场次         | 胜           | 平           | 负           |
| ------------------- | -------- | -------- | ------------ | ------------ | ------------ | ------------ |
| 胡之刚              | 1994.1   | 1995.12  | 36           | 17           | 14           | 5            |
| 周穗安              | 1995.12  | 1996.6   | 11           | 1            | 4            | 6            |
| 刘建江              | 1996.7   | 1997.5   | 22           | 7            | 7            | 8            |
| 路建人              | 1997.5   | 1997.12  | 11           | 5            | 2            | 4            |
| 肖笃寅              | 1997.12  | 1998.4   | 6            | 0            | 2            | 4            |
| 曾雪麟              | 1998.4   | 1998.7   | 7            | 3            | 3            | 1            |
| 车范根              | 1998.7   | 1999.12  | 39           | 11           | 11           | 17           |
| 塔瓦雷斯            | 1999.12  | 2000.5   | 9            | 2            | 1            | 6            |
| 朱广沪              | 2000.5   | 2005.2   | 121          | 56           | 44           | 21           |
| 迟尚斌              | 2005.2   | 2005.5   | 9            | 0            | 4            | 5            |
| 郭瑞龙 (教练组组长) | 2005.5   | 2005.10  | 14           | 4            | 4            | 6            |
| 谢峰 (教练组组长)   | 2005.10  | 2005.11  | 3            | 0            | 2            | 1            |
| 王宝山              | 2005.11  | 2006.9   | 23           | 6            | 6            | 11           |
| 谢峰 (教练组组长)   | 2006.9   | 2006.12  | 5            | 2            | 0            | 3            |
| 张军                | 2006.12  | 2007.12  | 28           | 5            | 10           | 13           |
| 麦超 (教练组组长)   | 2007.12  | 2008.4   | 1            | 0            | 0            | 1            |
| 张增群              | 2008.4   | 2009.1   | 29           | 8            | 9            | 12           |
| 范育红              | 2009.1   | 2009.8   | 17           | 4            | 4            | 9            |
| 谢峰                | 2009.8   | 2009.12  | 13           | 6            | 6            | 1            |
| 高歌奇              | 2010.2   | 2010.12  | 30           | 8            | 8            | 14           |
| 特魯西埃            | 2011.2   | 2013.11  | 90           | 32           | 18           | 40           |
| 李毅                | 2013.11  | 2015.4   | 34           | 9            | 13           | 12           |
| 李林生              | 2015.4   | 2015.8   | 19           | 3            | 8            | 8            |
| 李海强 (执行教练)   | 2015.8   | 2015.11  | 7            | 3            | 2            | 2            |
| 唐尧东              | 2015.12  | 2016.7   | 16           | 7            | 3            | 6            |
| 西多夫              | 2016.7   | 2016.12  | 14           | 4            | 4            | 6            |
| 埃里克森            | 2016.12  | 2017.6   | 13           | 5            | 5            | 3            |
| 王宝山              | 2017.6   | 2018.4   | 22           | 9            | 4            | 9            |
| 卡罗                | 2018.4   | 2019.7   | 45           | 17           | 11           | 17           |
| 多纳多尼            | 2019.7   | 2020.8   | 14           | 2            | 4            | 8            |
| 张效瑞 (代理)       | 2020.8   | 2020.9   | 5            | 2            | 2            | 1            |
| 克鲁伊夫            | 2020.9   | 2021.6   | 16           | 7            | 4            | 5            |
| 卡洛斯              | 2021.6   | 2021.12  | 15           | 6            | 3            | 6            |
| 张效瑞 (代理)       | 2022.1   | 2022.2   | 2            | 1            | 0            | 1            |
| 李章洙              | 2022.2   | 2022.9   | 15           | 5            | 1            | 9            |
| 张效瑞 (代理)       | 2022.9   | 2022.12  | 19           | 4            | 2            | 13           |
| 陈涛 (教练组组长)   | 2023.4   | 2023.7   | 16           | 3            | 2            | 11           |
| 向君 (代理)         | 2023.7   | 2023.11  | 14           | 0            | 1            | 13           |

## 历年联赛成绩
| 年份   | 联赛     | 名称       | 名次   | 场次 | 胜 | 平 | 负 | 进球 | 失球 | 积分   | 备注         |
| 1994年 | 乙级联赛 | 深圳       | 冠军   | 14   | 5  | 8  | 1  | 32   | 16   | 18     | 升级甲B联赛  |
| 1995年 | 甲B联赛  | 深圳       | 冠军   | 22   | 12 | 6  | 4  | 37   | 21   | 42     | 升级甲A联赛  |
| 1996年 | 甲A联赛  | 深圳飞亚达 | 第11名 | 22   | 3  | 7  | 12 | 13   | 29   | 16     | 降级甲B联赛  |
| 1997年 | 甲B联赛  | 深圳平安   | 亚军   | 22   | 10 | 6  | 6  | 44   | 34   | 36     | 升级甲A联赛  |
| 1998年 | 甲A联赛  | 深圳平安   | 第12名 | 26   | 7  | 9  | 10 | 29   | 43   | 30     |              |
| 1999年 | 甲A联赛  | 深圳平安   | 第12名 | 26   | 7  | 7  | 12 | 22   | 39   | 28     |              |
| 2000年 | 甲A联赛  | 深圳平安   | 第9名  | 26   | 8  | 8  | 10 | 27   | 27   | 32     |              |
| 2001年 | 甲A联赛  | 深圳科健   | 第5名  | 26   | 13 | 7  | 6  | 34   | 18   | 46     |              |
| 2002年 | 甲A联赛  | 深圳平安   | 亚军   | 28   | 14 | 10 | 4  | 42   | 21   | 52     |              |
| 2003年 | 甲A联赛  | 深圳健力宝 | 第4名  | 28   | 12 | 11 | 5  | 42   | 21   | 47     |              |
| 2004年 | 中超联赛 | 深圳健力宝 | 冠军   | 22   | 11 | 9  | 2  | 30   | 13   | 42     | ★            |
| 2005年 | 中超联赛 | 深圳健力宝 | 第12名 | 26   | 4  | 10 | 12 | 22   | 42   | 22     |              |
| 2006年 | 中超联赛 | 深圳金威   | 第11名 | 28   | 8  | 6  | 14 | 22   | 42   | 30     |              |
| 2007年 | 中超联赛 | 深圳上清饮 | 第14名 | 28   | 5  | 10 | 13 | 21   | 42   | 25     |              |
| 2008年 | 中超联赛 | 深圳上清饮 | 第12名 | 30   | 8  | 9  | 13 | 35   | 34   | 33     |              |
| 2009年 | 中超联赛 | 深圳红钻   | 第11名 | 30   | 10 | 10 | 10 | 36   | 40   | 37     |              |
| 2010年 | 中超联赛 | 深圳红钻   | 第12名 | 30   | 8  | 8  | 14 | 34   | 41   | 32     |              |
| 2011年 | 中超联赛 | 深圳红钻   | 第16名 | 30   | 5  | 8  | 17 | 27   | 53   | 23     | 降级中甲联赛 |
| 2012年 | 中甲联赛 | 深圳红钻   | 第7名  | 30   | 12 | 6  | 12 | 46   | 41   | 42     |              |
| 2013年 | 中甲联赛 | 深圳红钻   | 第5名  | 30   | 15 | 4  | 11 | 50   | 57   | 49     |              |
| 2014年 | 中甲联赛 | 深圳红钻   | 第8名  | 30   | 9  | 10 | 11 | 35   | 38   | 37     |              |
| 2015年 | 中甲联赛 | 深圳宇恒   | 第12名 | 30   | 6  | 13 | 11 | 37   | 48   | 31     |              |
| 2016年 | 中甲联赛 | 深圳佳兆业 | 第9名  | 30   | 11 | 7  | 12 | 36   | 43   | 40     |              |
| 2017年 | 中甲联赛 | 深圳佳兆业 | 第6名  | 30   | 13 | 7  | 10 | 56   | 37   | 46     |              |
| 2018年 | 中甲联赛 | 深圳佳兆业 | 亚军   | 30   | 15 | 8  | 7  | 57   | 34   | 53     | 升级中超联赛 |
| 2019年 | 中超联赛 | 深圳佳兆业 | 第15名 | 30   | 4  | 9  | 17 | 31   | 57   | 21     |              |
| 2020年 | 中超联赛 | 深圳佳兆业 | 第13名 | 20   | 8  | 4  | 8  | 28   | 26   | 不適用 | 递补留级     |
| 2021年 | 中超联赛 | 深圳       | 第6名  | 22   | 9  | 5  | 8  | 33   | 29   | 32     |              |
| 2022年 | 中超联赛 | 深圳       | 第14名 | 34   | 9  | 3  | 22 | 29   | 74   | 30     |              |
| 2023年 | 中超联赛 | 深圳       | 第16名 | 30   | 3  | 3  | 24 | 22   | 79   | 12     | 解散         |

- 注:1994年赛季为2分制。
- 注:2009年赛季因撞衫事件被扣3分。
- 注:2020年赛季采取赛会制并以淘汰赛决定最终排名

## 荣誉
| 荣誉                     | 次数        | 年度          |             |             |             |
| 本 土 联 赛              | 本 土 联 赛 | 本 土 联 赛   | 本 土 联 赛 | 本 土 联 赛 | 本 土 联 赛 |
| ------------------------ | ----------- | ------------- | ----------- | ----------- | ----------- |
| 中超联赛 冠军            | 1           | 2004年        |             |             |             |
| 甲A联赛《頂級》亚军      | 1           | 2002年        |             |             |             |
| 甲B联赛《第二級》 冠军   | 1           | 1995年        |             |             |             |
| 甲B联赛《第二級》 亚军   | 1           | 1997年        |             |             |             |
| 中甲联赛 亚军            | 1           | 2018年        |             |             |             |
| 乙級联赛 《第三級》 冠军 | 1           | 1994年        |             |             |             |
| 本 土 杯 赛              |             |               |             |             |             |
| 中超杯 亚军              | 2           | 2004年,2005年 |             |             |             |
| 亞 洲 赛 事              |             |               |             |             |             |
| 亚冠联赛 四强            | 1           | 2005年        |             |             |             |

## 著名球员
这里只列出著名球员，主条目可参见深圳足球俱乐部球员列表。
| - 王维满 (1994-1995) - 朱波 (1994-1997) - 江洪 (1994-1998) - 纪捷 (1994-1999) - 范育紅 (1994-2002) - 左文清 (1995) - 王东宁 (1995) - 李巍 (1995，1998-2000) - 孙刚 (1996-2004) - 傅博 (1997) - 董礼强 (1997-1999) - 袁琳 (1997-2011) - 谢峰 (1998-2001) - 李玮锋 (1998-2005) - 张军 (1998-2000) - 彭伟国 (2000-2001) - 陈永强 (2000-2009) - 李毅 (2000-2006) - 郑智 (2001-2004) - 张辛昕 (2002-2004) - 李健华 (2002-2008) - 黎斐 (2002-2011，2014-2017) - 黄凤涛 (2003-2012) - 郑斌 (2003-2004，2009) | - 杨晨 (2003-2005) - 忻峰 (2003-2007) - 李明 (2004-2005) - 李雷雷 (2004-2005) - 陆博飞 (2004-2006) - 王新欣 (2005) - 张永海 (2005) - 周挺 (2005) - 张文钊 (2006-2008) - 范晓冬 (2006-2008) - 惠家康 (2008) - 宋黎辉 (2008-2009) - 柳超 (2009，2011) - 毛剑卿 (2009) - 陈雷 (2009，2011) - 程月磊 (2009-2011) - 张世昌 (2012-2013) - 陳柏良 (2012-2013) - 王洪亮 (2013-2014) - 吴伟安 (2015-2016) - 徐亮 (2016-2018) - 崔民 (2017-2019) - 关震 (2017-2020) - 张远 (2017-2023) | - 郜林 (2020-2022) - 王永珀 (2020-2022) - 裴帅 (2020-2023) - 孙可 (2020-2022) - 姜至鵬 (2020-2023) | - 费兹贝切克 (1994) - 马洛维奇 (1996-1997) - 图穆 (1998-1999) - 保罗 (2000) - 哈吉 (2000-2001) - 吉亚哥 (2000-2003，2010) - 吉马 (2003-2005) - 考瓦克斯 (2004) - 马里科 (2004-2008) - 约翰森 (2008) - 尼古拉耶夫 (2009) - 昌盖 (2009) - 佐里奇 (2009) - 巴尔克斯 (2009) - 赫莱布 (2010) - 日夫科维奇 (2010) - 维切里奇 (2010) - 基伦 (2010-2011) - 卷诚一郎 (2011) - 里维罗 (2011) - 乐山孝志 (2011-2013) - 巴巴卡 (2012-2016) - 阿布 (2016-2018) - 普雷西亚多(2017-2020) | - 马里(2019-2020) - 瓦卡索 (2021-2023) - 金特罗 (2021) - 卡尔德克 (2021) 阿奇姆彭 (2021-2023) |